# Kiss Tamás (költő)
Kiss Tamás (Kisújszállás, 1912. szeptember 5. – Debrecen, 2003. december 8.) költő, író, műfordító.

## Élete
Kiss László és Tóth Julianna gyermekeként született.
1932-ben szülővárosában érettségizett. 1932-1938 között a Tisza István Tudományegyetemen tanult Debrecenben református teológiát. 1946–1950 között elvégezte a Kossuth Lajos Tudományegyetem magyar-történelem szakát.
1942–1947 között Nagyváradon az Állami Leánylíceumban, 1947–1951 között Debrecenben a Református Tanítónőképzőben tanított. 1951–1952 között egy közgazdasági középiskola tanára volt. 1952-1959 között a Fazekas Mihály Gimnáziumban, majd 1959–1973 között a debreceni Kossuth Lajos Tudományegyetem gyakorló-gimnáziumában tanított, s szerkesztette Alföld című folyóiratot.
Költői pályája 1934-ben a Nyugat-tal indult. Lírájában az alföldi nép és táj egyszerűsége jelent meg. Jellegzetes hangja a csendes bánat, a finom szatíra, vagy az áradó bensőségesség. Stílusa dísztelen, puritán.

## Művei
- Szembe a széllel (vers, Debrecen, 1934 (Kovács Imrével))
- Cronica […] a tiszteletes, nemes theologus ifjúság viselt dolgairól (Debrecen, 1935)
- Pünkösdi krónika (Debrecen, 1936)
- Régi reggelek (vers, 1938)
- Hajnal hasad (regény, Debrecen, 1955)
- Férfitánc (vers, Debrecen, 1956)
- Móricz Zsigmond kisújszállási évei és kapcsolatai (1960)
- Égi tűz (vers, 1964)
- Alföld (antológia, Debrecen, 1967)
- A lírai mű megközelítése (tanulmány, 1969)
- Fogóddz a csillagokba (vers, 1970)
- Mérleg hava (válogatott vers, 1972)
- Árkádiában éltünk (esszék, 1975)
- Amiről a puszta mesél (1977)
- Holdkikötő (összegyűjtött versek, 1978)
- Így élt Móricz Zsigmond (tanulmány, 1979)
- A Bagolyvár és lakói (1983)
- Hang és visszhang (versek és műfordítások, 1983)
- Kedv, Remények, Lillák, Csokonai életútja (Debrecen, 1985)
- A főnix szárnya alatt (esszék, 1985)
- Méretlen idő (vers, 1989)
- Arcok és emlékek (Debrecen, 1990)
- A végső szó keresése (vers, 1992)
- Árnyékos út (Összegyűjtött versek, 1934–1997, Debrecen, 1997)
- Kettős tükör. Levelesláda; Griffes Grafikai Stúdió, Debrecen, 2002
- Tájaink légkörében; Barbaricum Könyvműhely, Karcag, 2002
- Két űr közt híd. Válogatott versek és műfordítások; vál., szerk., utószó Szakolczay Lajos; Magyar Napló, Bp., 2013

## Díjak, elismerések
- Füst Milán-díj (1979)
- József Attila-díj (1982)
- Debrecen díszpolgára (1992)
- Kisújszállás díszpolgára (2012)